# كارل يوحنا
كارل يوحنا (بالألمانية: Karl John)‏ (و. 1905 – 1977 م) هو ممثل مسرحي، وممثل أفلام، وممثل تلفزي ألماني، ولد في كولونيا، توفي في غوترسلوه، عن عمر يناهز 72 عاماً.

## وصلات خارجية
- كارل يوحنا على موقع IMDb (الإنجليزية)
- كارل يوحنا على موقع مونزينجر (الألمانية)
- كارل يوحنا على موقع ألو سيني (الفرنسية)
- كارل يوحنا على موقع أول موفي (الإنجليزية)
- كارل يوحنا على موقع قاعدة بيانات الأفلام السويدية (السويدية)
- كارل يوحنا على موقع ديسكوغز (الإنجليزية)
- كارل يوحنا على موقع قاعدة بيانات الفيلم (الإنجليزية)
- كارل يوحنا على موقع كينوبويسك (الروسية)